# Conferenza Internazionale dei Partiti e delle Organizzazioni Marxisti-Leninisti (Unità e Lotta)
La Conferenza internazionale dei partiti e delle organizzazioni marxisti-leninisti, nota anche con l'acronimo ICMLPO (dalla inglese International Conference of Marxist-Leninist Parties and Organizations) è una rete internazionale di partiti comunisti di ispirazione hoxhaista.
La dicitura "Unità e lotta" (Unity & Struggle), che deriva dal titolo della pubblicazione distribuita semestralmente dalla Conferenza, viene spesso aggiunto al suo nome ufficiale per differenziarla dall'omonima rete internazionale di ispirazione maoista, a cui, per lo stesso motivo, è frequentemente aggiunta la dicitura "International Newsletter".

## Membri[2]
- Benin, Parti communiste du Bénin
- Bolivia, Partito Comunista Rivoluzionario
- Brasile, Partido Comunista Revolucionário
- Burkina Faso, Parti Communiste Révolutionnaire Voltaïque
- Cile, Partido Comunista Chileno (Acción Proletaria)
- Colombia, Partido Comunista de Colombia (Marxista-Leninista)
- Costa d'Avorio, Parti Communiste Révolutionnaire de Côte d'Ivoire
- Danimarca, Arbejderpartiet Kommunisterne
- Rep. Dominicana, Partido Comunista del Trabajo
- Ecuador, Partido Comunista Marxista-Leninista de Ecuador
- Francia, Parti communiste des ouvriers de France
- Germania, Kommunistische Partei Deutschlands (Roter Morgen)
- Germania, Arbeit Zukunft
- Grecia, Movimento per la Riorganizzazione del Partito Comunista di Grecia 1918-55
- India, Democrazia Rivoluzionaria
- Iran, Partito del Lavoro (Toufan)
- Italia, Piattaforma Comunista – per il Partito Comunista del Proletariato d'Italia
- Marocco, Via Democratica
- Messico, Partido Comunista de México (Marxista-Leninista)
- Norvegia, ML-gruppa Revolusjon
- Pakistan, Fronte dei Lavoratori
- Perù, Partito Comunista del Perù (Marxista-Leninista)
- Spagna, Partido Comunista de España (Marxista-Leninista)
- Tunisia, Partito dei Lavoratori
- Turchia, Partito Comunista Rivoluzionario di Turchia
- Venezuela, Partido Comunista Marxista-Leninista de Venezuela

### Ex membri
- Albania, Partito Comunista d'Albania
- Italia, Organizzazione per il Partito Comunista del Proletariato d'Italia (disciolto nel 2002)
- Venezuela, Partito Bandiera Rossa (espulso nel 2005)